# Cantón de Marmande-Oeste
El cantón de Marmande-Oeste era una división administrativa francesa, que estaba situada en el departamento de Lot y Garona y la región de Aquitania.

## Composición
El cantón estaba formado por cuatro comunas, más una fracción de la comuna que le daba su nombre:
- Beaupuy
- Marmande (fracción)
- Mauvezin-sur-Gupie
- Sainte-Bazeille
- Saint-Martin-Petit

## Supresión del cantón de Marmande-Oeste
En aplicación del Decreto n.º 2014-257 de 26 de febrero de 2014, el cantón de Marmande-Oeste fue suprimido el 22 de marzo de 2015 y sus 5 comunas pasaron a formar parte; tres del nuevo cantón de Marmande-1 y dos del nuevo cantón de Las Laderas de Guyena.